# Kiwix
Kiwix es un proyecto de software libre que ofrece la posibilidad de acceder a Wikipedia y otros portales web basados en MediaWiki sin conexión a Internet. Kiwix es el lector offline de Wikipedia soportado oficialmente por la Fundación Wikimedia.
Además de para acceder a Wikipedia, Kiwix también se emplea para visualizar otros tipos de contenido sin necesidad de conexión a Internet. El programa está disponible para los sistemas operativos Windows, Mac OS X, GNU/Linux, iOS y Android.

## Historia
La motivación de Emmanuel Engelhart para empezar a crear Kiwix surgió en el año 2003, tras varios intentos fallidos de publicar una Wikipedia en CD-ROM. En una entrevista realizada por correo electrónico escribió: «El agua es un bien común. Cualquiera entiende que el agua es importante. Wikipedia es lo mismo: un bien común. Y debemos preocuparnos de ella y entender que es importante». Y también elaboró las razones por las cuales creó su programa, diciendo:

¡El contenido de Wikipedia debe ser accesible para todos! Incluso sin acceso a Internet. Por eso he iniciado el proyecto Kiwix. Nuestros usuarios son todos los del mundo: marineros en alta mar, estudiantes pobres sedientos de conocimiento, trotamundos que casi viven dentro de un avión, ciudadanos del mundo que sufren censura o librepesadores encarcelados. Kiwix les proporciona a todos ellos una solución práctica y simple para reflexionar acerca del mundo
Emmanuel Engelhart

En un principio el proyecto era mantenido por una empresa llamada Linterweb. Sin embargo, Linterweb dejó de colaborar con Kiwix por intereses comerciales (no aceptó que el formato de compresión fuese de código abierto) Actualmente, muchos desarrolladores están colaborando activamente en el desarrollo de Kiwix.«Repositorios del código de Kiwix en GitHub» (en inglés). Consultado el 4 de febrero de 2025.
Kiwix está disponible en computadoras empleadas en el proyecto One Laptop per Child. Kiwix utiliza un entorno de ejecución elaborado por la Fundación Mozilla llamado XULRunner. La página de proyecto de Kiwix está siendo traducida mediante Translatewiki.net, y puede visitarse en la localización de Kiwix dentro de Translatewiki.

## Funcionamiento

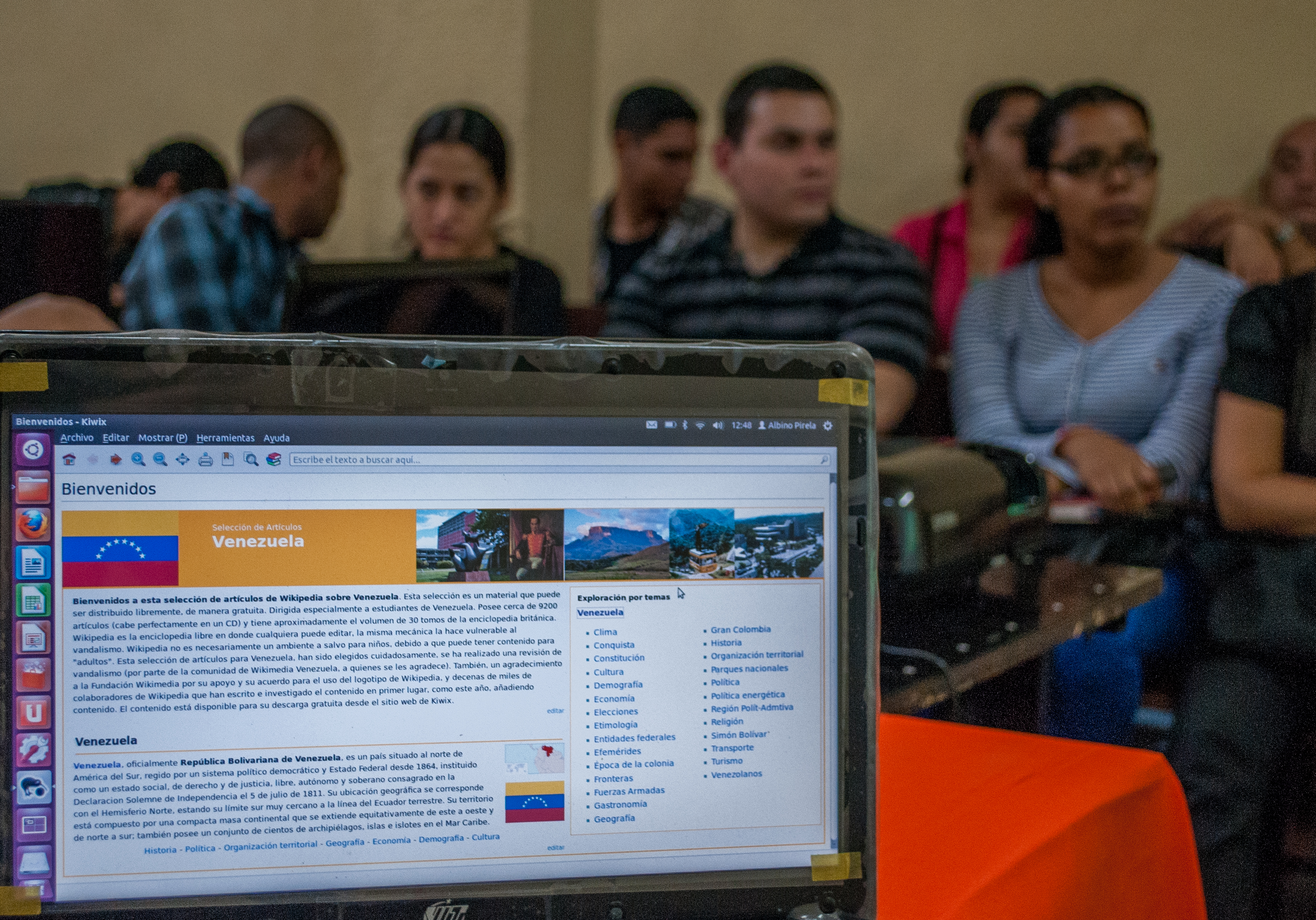
Estudiantes viendo artículos sobre Venezuela en Kiwix

Kiwix se usa para ver Wikipedia sin estar conectado a Internet. Esto se lleva a cabo leyendo el contenido de la Wikipedia y después almacenándolo en un archivo de formato ZIM, que es esencialmente el contenido de la Wikipedia comprimido en un formato especialmente diseñado para este fin. Con Kiwix es posible leer cualquier archivo de proyectos de Wikimedia (Wikisource, Wikiversity, Wikispecies, etc.) Existen ficheros ZIM listos para ser usados con Kiwix con diferentes versiones de la Wikipedia y en varios idiomas. También se suministran contenidos creados para otros propósitos y artículos de Wikipedia de importancia para estudiantes.
Kiwix es un software libre pensado para poder consultar contenido web en lugares sin acceso a Internet como, por ejemplo, escuelas de países en desarrollo en donde el servicio de Internet no existe, es limitado o simplemente no es fiable. Desarrolladores de Kiwix han realizado una versión especialmente diseñada para niños, utilizada por la organización Aldeas Infantiles SOS.
Kiwix puede buscar texto en un documento mediante la tecla tabuladora, y permite exportar artículos en formato PDF o HTML.

## Oferta
Desde finales del año 2014 se pueden descargar versiones de Wikipedia de diferentes tamaños consultando el catálogo de contenido del proyecto Kiwix. El servidor con el catálogo de  archivos se actualiza cada 6 o 12 meses.[cita requerida] Respecto a Wikipedia, existe una versión completa y otra sin imágenes, que alberga solamente el texto de los artículos con el objetivo de disminuir el tiempo de la descarga y ahorrar almacenamiento.
Adicionalmente existen otros proyectos que usan Kiwix. En noviembre de 2014 se publicó una versión ZIM de todos los textos libres que comprende el proyecto Gutenberg. Existen versiones del Wiki para los usuarios del sistema operativo basado en GNU/Linux Ubuntu, versiones de los textos libres formando parte del proyecto francés Bouquineux y ediciones de las Charlas TED. También se ofrece el repositorio de contenidos de Stack Exchange Network.

## Empleo
Por el hecho de que Kiwix sea un proyecto de ingeniería de software, no determina directamente las secciones de su empleo. No obstante, Wikimedia u organizaciones terceras utilizan el software para realizar sus propios proyectos. Por lo tanto, a través de Wikimedida CH se han instalado Kiwix en varias cárceles en Suiza; la Fondation Orange ha implementado Kiwix en su propia tecnología que se utiliza en África.

## Características
Kiwix posee una interfaz que ofrece una gama de características que lo hacen cómodo:
- Motor de búsqueda de texto completo.
- Marcadores y notas.
- Servidor HTTP.
- Exportación a PDF/HTML.
- Interfaz de usuario en más de 100 idiomas.
- Pestañas de navegación.
- Gestor de contenido y descargas.

## Versión para dispositivos móviles
Kiwix puede ser instalado en dispositivos móviles con sistema operativo Android, de esta forma se pueden leer archivos ZIM y gracias al TTS incorporado en el sistema operativo permite escuchar las distintas entradas de Wikipedia u otro proyecto que se cuente con su versión offline sin requisito de tener acceso a Internet.
De esta forma permite acercar el conocimiento libre a personas analfabetas, personas con problemas de visión —como adultos mayores—, o chicos que se están iniciando en la lectura.
En noviembre de 2015 se lanzó en la App Store la versión para IOS.

## Versión para navegadores Firefox, Chromium y PWA
Se cuenta también con versiones de Kiwix en HTML5, que permite leer archivos ZIM sin instalar programas. Para esto hay complementos tanto para Mozilla Firefox, como para Chromium (Google Chrome, Microsoft Edge), y también una Aplicación Web Progresiva (PWA), que permiten cargar los archivos y funcionan fuera de línea.